# Erp (Noordrijn-Westfalen)
Erp is een dorp in de Duitse deelstaat Noordrijn-Westfalen (Nordrhein-Westfalen), 25 km zuidwestelijk van Keulen gelegen. Erp heeft 2612 inwoners (2008) en is sinds 1969 een onderdeel van de gemeente Erftstadt. Erp ligt op 125 meter boven zeeniveau en 100 meter ten westen ervan ontspringt het beekje de Erpa.
Erp heeft een basisschool en een kerkje, de Kirche Sankt Pantaleon, dat het hart van het dorp is.

## Geschiedenis
Het eerste jaar waarvan bekend is dat Erp (toen Erps) bewoond werd, is 1140. In 1794 kwamen de, in Erp (dat in 1798 1.440 inwoners telde) tot 1815 heersende, Franse troepen van Napoleon binnen. In 1944 werd Erp platgebombardeerd.

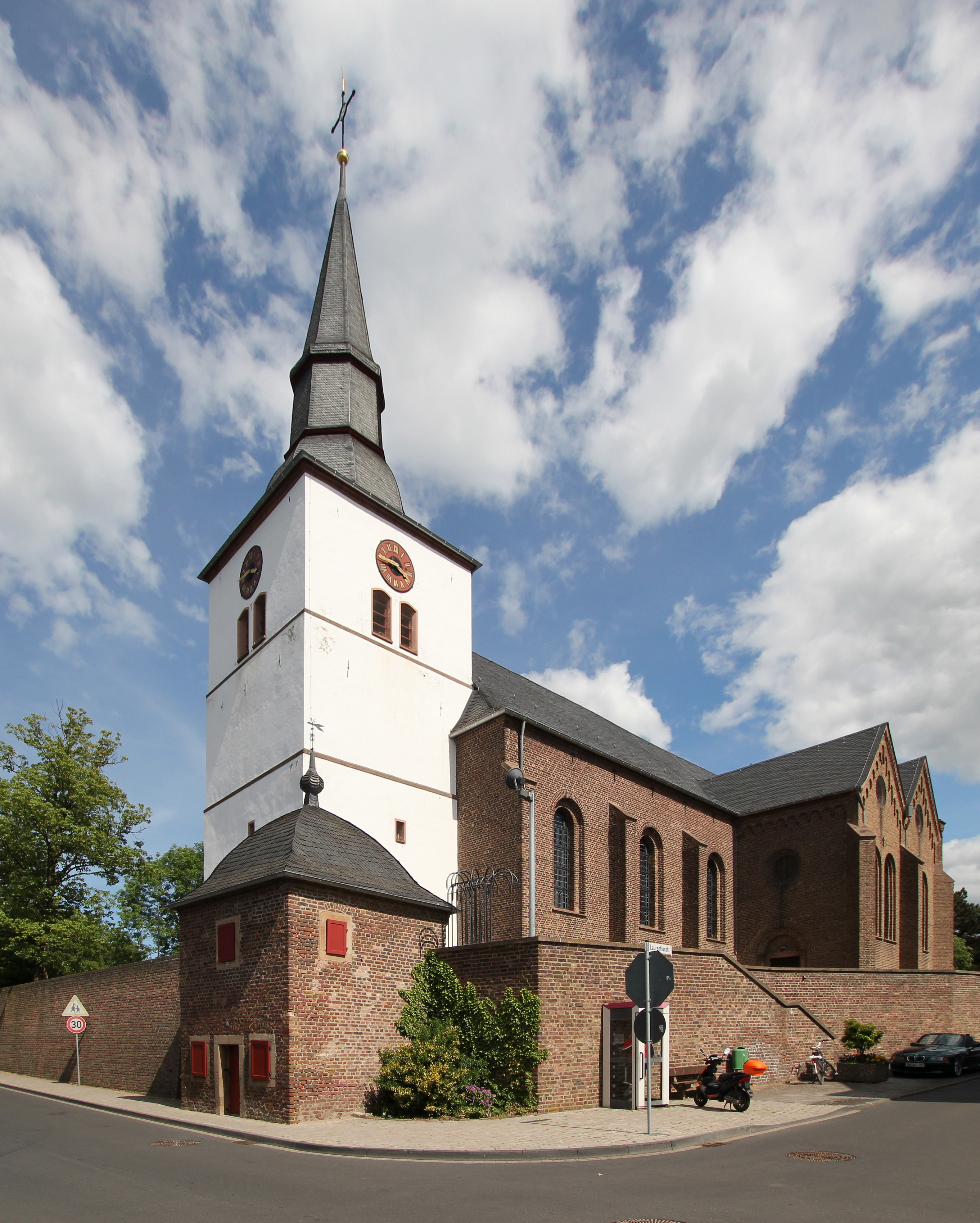
Kerk